# Hyphalion tertium
Hyphalion tertium is een eenoogkreeftjessoort uit de familie van de Clausidiidae. De wetenschappelijke naam van de soort is voor het eerst geldig gepubliceerd in 1994 door Defaye & Toda.